# Soltau-Lüneburg-Abkommen

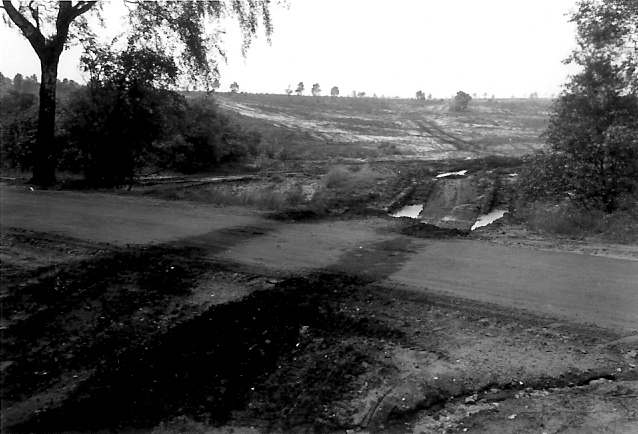
Panzerspuren überqueren einen Weg bei Wilsede 1960

Das Soltau-Lüneburg-Abkommen (SLA) war ein Vertrag zwischen der Bundesrepublik Deutschland, dem Vereinigten Königreich und Kanada, der zwischen 1963 und 1994 die Nutzung von Flächen in der Lüneburger Heide als militärisches Übungsgelände, insbesondere für Panzer, regelte.

## Vorgeschichte
Trotz der Errichtung des Truppenübungsplatzes Bergen 1935 und der beiden Übungsplätze in Munster (1893 bzw. 1916) blieben die geschützten Flächen des Naturschutzgebietes Lüneburger Heide zunächst von der militärischen Nutzung ausgenommen. Militärische Anlagen während des Zweiten Weltkriegs waren eine Beobachtungsstelle der Luftwaffe auf dem Wilseder Berg sowie ein Hamburger Krankenhaus in Wintermoor und ein Militärflugplatz bei Reinsehlen.

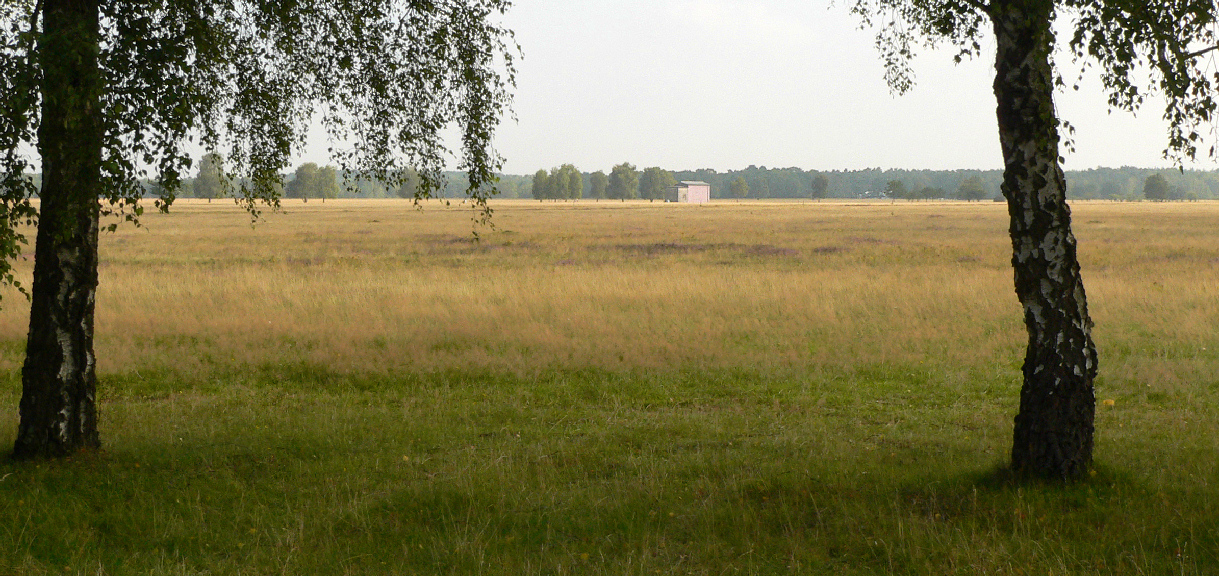
Das Camp Reinsehlen als Ausgangspunkt der britischen Panzerübungstätigkeit 1950–1994 in der Lüneburger Heide, heute bedeutende Sandmagerrasenfläche

Nach dem Zweiten Weltkrieg führten kanadische Truppen und Einheiten der Britischen Rheinarmee ab 1945 militärische Übungen in der Lüneburger Heide auf der Grundlage des Besatzungsrechts durch. Einen festen Übungsraum gab es nicht. Das Gelände des früheren Militärflugplatzes wurde als Camp Reinsehlen ab 1950 dauerhaft von britischen Panzereinheiten genutzt. Die Besatzungstruppen erweiterten ihre Übungsgebiete stetig bis hin zum Wilseder Berg, von dem sie sich Ende der 1940er Jahre zurückzogen. Ab 1948 übten sie nicht mehr ganzjährig, sondern nur noch acht Monate im Jahr.
Der Präsident des Vereins Naturschutzpark (VNP), Alfred Toepfer, kämpfte für den Erhalt der Naturflächen, doch der britische Oberbefehlshaber stellte als Alternative lediglich Acker- und Grünlandflächen in Aussicht, die jedoch dringend für die Ernährung der Bevölkerung benötigt wurden.
Im Zuge der Westintegration der Bundesrepublik Deutschland trat sie 1955 in die NATO ein, womit das Besatzungsstatut endete. Die Pariser Verträge
enthielten eine neue Regelung für den Aufenthalt ausländischer Streitkräfte in der Bundesrepublik, die zu Stationierungstruppen wurden. 1956 stellten die Kanadier ihre Übungstätigkeiten weitgehend ein. In diesem Jahr zogen sich die Briten aus einem 600 ha großen Gebiet bei Haverbeck zurück, nachdem es zu erheblichen Protesten durch Bürger gekommen war.

## Abkommen
Am 3. August 1959 unterzeichneten die Bundesrepublik, Kanada und das Vereinigte Königreich von Großbritannien und Nordirland in Bonn ein Sonderabkommen über Manöver und Übungen im Raum Soltau-Lüneburg. Es war in Artikel 19 des NATO-Truppenvertrages enthalten. Aufgrund der langwierigen Ratifizierung wurde das Gesetz erst 1961 im Bundesgesetzblatt veröffentlicht und trat am 1. Juli 1963 unter der Bezeichnung Soltau-Lüneburg-Abkommen in Kraft. 1965 wurde ein Ständiger Ausschuss für das Soltau-Lüneburg-Abkommen gebildet. Er ging Beschwerden nach, sorgte für einen Interessenausgleich und koordinierte die zivilen sowie militärischen Belange.
Das Abkommen gestattete den Stationierungstruppen, ganzjährig in dem festgelegten Gebiet militärische Übungen durchzuführen. Die Orte und Gehöfte durften nicht als Angriffsziele dienen, an Sonn- und Feiertagen durften Panzer sie nicht passieren.

## Betroffene Gebiete
Das Soltau-Lüneburg-Abkommen umfasste einen 40 km langen und 10 km breiten Raum zwischen Soltau und Lüneburg mit einer Fläche von circa 34.500 ha, in dem etwa 26.000 Menschen lebten. Die Bundesvermögensverwaltung pachtete etwa 12 % des Raums, der den Stationierungstruppen mit etwa 4.600 ha als Rote Flächen zur ständigen und uneingeschränkten Nutzung zur Verfügung stand. Von den Roten Flächen gehörten 3.700 ha zum heutigen Landkreis Heidekreis, die restlichen 900 ha zum Landkreis Lüneburg. Vor dem Abkommen wurde auf 48.000 ha militärisch geübt. Die Roten Flächen
waren den Stationierungstruppen vorbehalten, die Bundeswehr durfte nicht auf ihnen üben.

## Folgen
Etwa 1800 Grundeigentümer wurden im Rahmen des Vertrages gezwungen, ihre Flächen zur militärischen Nutzung zur Verfügung zu stellen. Mit über 1.600 ha war der Verein Naturschutzpark (VNP) einer der betroffenen Flächeneigentümer und lehnte daher das Soltau-Lüneburg-Abkommen von Anfang an ab, was jedoch folgenlos blieb. Weitere 1.600 ha Fläche gehörten Privateigentümern. 1970 wurden einigen Eigentümern ihre landwirtschaftlichen Nutzflächen zurückgegeben. Mitte der 1970er Jahre klagte der VNP unter Berufung auf die Verfassungswidrigkeit des Abkommens erfolglos vor dem Landgericht Lüneburg.
Infolge der Nutzung mit Panzern glich die Heide auf den Roten Flächen mehr und mehr wüstenartigen Gebieten. Die Flächen waren nicht, wie bei einem Truppenübungsplatz, abgesperrt und konnten von Touristen betreten werden. In einzelnen Fällen kam es durch Hantieren mit aufgefundener Übungsmunition zu Unfällen. Scharfschießen war im Übungsgebiet allerdings nicht erlaubt.
Im Raum des Abkommens hielten sich ab den 1970er Jahren durchschnittlich 1.500 Panzer und 30.000 Soldaten auf. Das bedingte eine ständige Belastung des Straßenverkehrs durch Truppenbewegungen und eine hohe Unfallgefahr insbesondere nachts. Es kam zu Verkehrsunfällen mit verletzten und toten Zivilpersonen. Die Bevölkerung und auch der Fremdenverkehr litten unter einer Minderung der Lebensqualität durch Lärm, Staub und Erschütterungen. Darüber hinaus wurden teilweise Ernten vernichtet und Straßen durch militärischen Schwerlastverkehr beschädigt. Häufig kam es auch zu Auseinandersetzungen zwischen den Bewohnern und den Soldaten.

## Bürgerproteste
In Schneverdingen gründete sich 1986 die Bürgerinitiative zur Verminderung der militärischen Belastung in der Heide e. V., die mit 13.000 gesammelten Unterschriften die Auflösung des Soltau-Lüneburg-Abkommens forderte. Die Mitglieder führten zahlreiche öffentlichkeitswirksame Protestaktionen durch. 1988 sammelten sie bei einer Begehung der Roten Flächen rund 100 Ölbehälter und protestierten damit vor dem Niedersächsischen Landtag in Hannover. 1990 blockierten sie die Eisenbahnrampe des Camp Reinsehlen gegen die Entladung von Panzern. 1991 kam es erneut zu einer Blockade eines Durchlasses nahe dem Camp, um eine Einfahrt von Panzern in die Heideflächen zu verhindern. In Amelinghausen gründete sich 1988 ebenfalls eine Bürgerinitiative zur Verminderung der militärischen Belastung. Beide Bürgerinitiative forderten gemeinsam mit andern Umweltverbänden 1992 vom niedersächsischen Ministerpräsident Gerhard Schröder ein Übungsende und die Aufhebung des Abkommens.

## Ende des Abkommens
Gegen Ende des Kalten Krieges wurde Ende 1989 durch die Verteidigungsminister Gerhard Stoltenberg und Tom King das Soltau-Lüneburg-Abkommen neu verhandelt, um die Belastung der Bevölkerung durch die Übungstätigkeit zu verringern. Man vereinbarte ab 1990 eine mehrwöchige Übungspause während der Zeit der Heideblüte und damit der Haupttouristenzeit im August und September. Außerdem durften an Sonn- und Feiertagen auf den Roten Flächen keine Panzer mehr fahren. Die Orte bekamen eine 400 m breite Pufferzone gegen Panzerübungen und durften nachts nicht mehr passiert werden.
Nach der Deutschen Wiedervereinigung unterzeichneten die beiden Verteidigungsminister Stoltenberg und King am 17. Oktober 1991 eine Vereinbarung über die Beendigung der Übungstätigkeit in der Heide. Am 31. Juli 1994 lief das Soltau-Lüneburg-Abkommen aus und die letzten Roten Flächen wurden an den Verein Naturschutzpark zurückgegeben. Dieser restaurierte die Flächen in der Folgezeit mit Unterstützung des Bundes.